# صائد الثعالب (كلب)

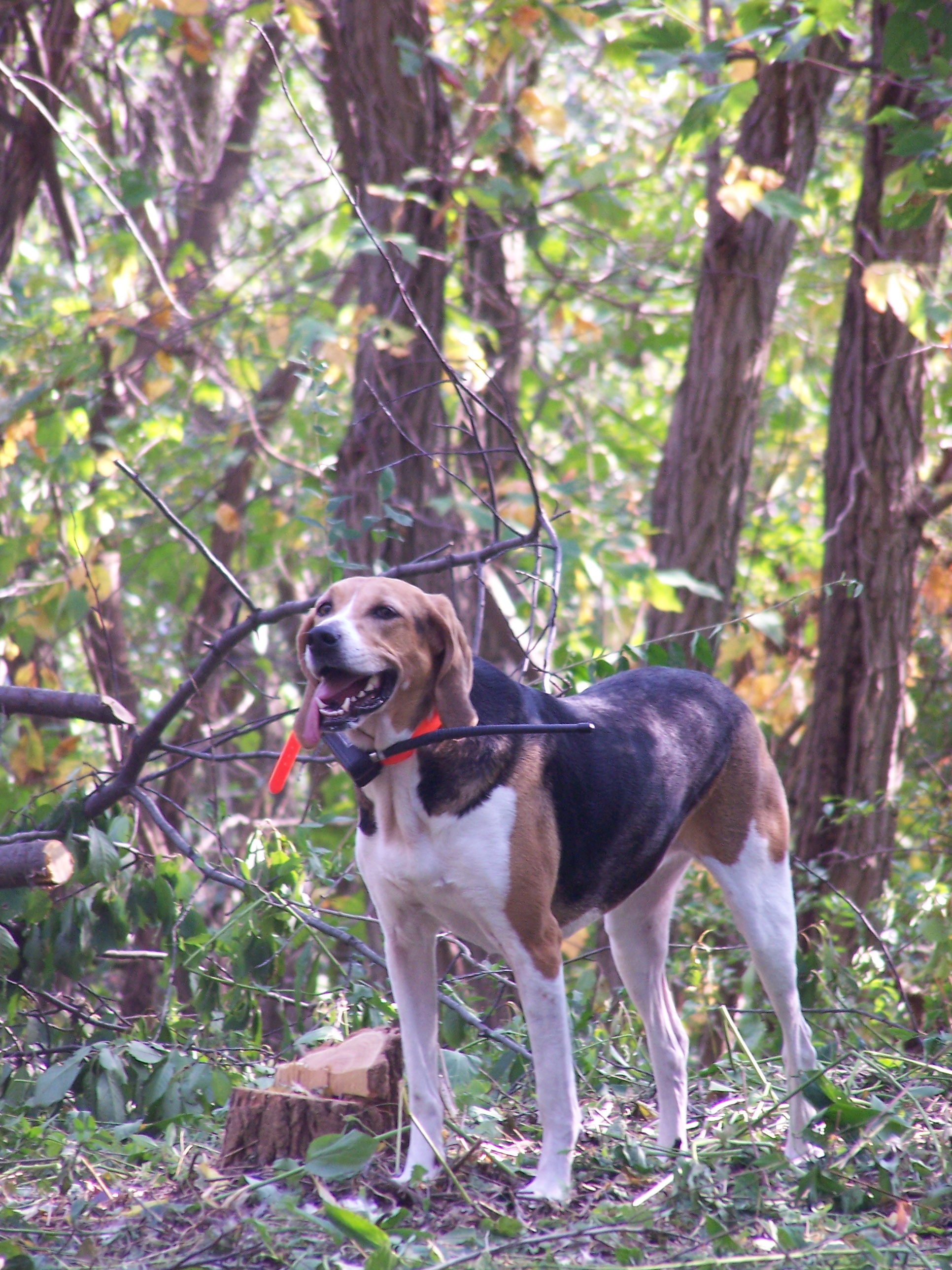
صائد الثعالب الأمريكي

صائد الثعالب هو نوع من كلاب الصيد الكبيرة التي تُربّى من أجل غرائز الصيد وحاسة الشم الشديدة وعوائها وطاقتها وقيادتها وسرعتها. تلاحق مجموعات من كلاب صائد الثعالب في صيد الثعالب الفريسة، يتبعها الصيادون عادة على ظهور الخيل. علاوة على ذلك ، تحرس كلاب الصيد أحيانًا الأغنام والمنازل.
ثمة عدة سلالات مختلفة من صائد الثعالب ولكل منها خصائص ومظاهر مختلفة قليلاً ، وغالبًا ما يُطلق على كل منها اسم صائد الثعالب في بلدانها الأصلية:
- صائد الثعالب الأمريكي
- صائد الثعالب الإنجليزي
- صائد الثعالب الويلزي